# Южно-Сухокумск
Ю́жно-Сухоку́мск — город на юге России, в Республике Дагестан.
Город республиканского значения, образует городской округ «город Южно-Сухокумск».

## Этимология
Название города происходит от гидронима Сухая Кума.

## География
Расположен в Ногайской степи, на пересыхающем южном русле дельты Кумы (Сухая Кума), недалеко от границы республики со Ставропольским краем. Находится в 285 км к северо-западу от Махачкалы и в 150 км от города Кизляр. 
В черту города также входит расположенный в 35 км к северо-востоку, отдалённый микрорайон (посёлок) — Восточно-Сухокумск, статус которого не определён.
Преобладает резко континентальный семиаридный климат. Самый тёплый месяц июль со средней температурой 27,5°C, а самый холодный — январь, со средней температурой −0,5°C. В среднем выпадает около 380 мм осадков в год.

## История
Основан в 1958 году как посёлок нефтяников и газовиков Южно-Сухокумск.
Статус города с 1988 года, до этого как посёлок городского типа, находился в административном подчинении Кизлярского горсовета.
В 1995 году в ведение города была передана территория, на которой расположен посёлок Восточно-Сухокумск. Также этот город славится добычей нефти.

## Население
| 1970    | 1979    | 1989    | 1998    | 2000    | 2001    | 2002    | 2006    | 2007    | 2008    |
| ------- | ------- | ------- | ------- | ------- | ------- | ------- | ------- | ------- | ------- |
| 7910    | ↗10 403 | ↗12 246 | ↘9200   | ↗9500   | ↗9700   | ↗9777   | ↗10 300 | ↗10 400 | ↗10 700 |
| 2009    | 2010    | 2012    | 2013    | 2014    | 2015    | 2016    | 2017    | 2018    | 2019    |
| ↗10 916 | ↘10 035 | ↗10 117 | ↘10 113 | ↗10 186 | ↗10 359 | ↗10 388 | ↗10 543 | ↗10 611 | ↗10 641 |
| 2020    | 2021    | 2023    | 2024    |         |         |         |         |         |         |
| ↗10 666 | ↘10 503 | ↗10 565 | ↗10 618 |         |         |         |         |         |         |

На 1 января 2024 года по численности населения город находился на 890-м месте из 1119 городов Российской Федерации.
Национальный состав
По данным Всероссийской переписи населения 2021 года:
| Национальность   | Численность, чел. | Доля от всего населения, % | Доля от указавших нац-ть, % |
| ---------------- | ----------------- | -------------------------- | --------------------------- |
| аварцы           | 4 389             | 41,79 %                    | 44,37 %                     |
| даргинцы         | 2 104             | 20,03 %                    | 21,27 %                     |
| лезгины          | 1 294             | 12,32 %                    | 13,08 %                     |
| лакцы            | 959               | 9,13 %                     | 9,70 %                      |
| русские          | 245               | 2,33 %                     | 2,48 %                      |
| кумыки           | 200               | 1,90 %                     | 2,02 %                      |
| другие           | 700               | 6,67 %                     | 7,08 %                      |
| нет / не указано | 612               | 5,83 %                     | —                           |
| всего            | 10 503            | 100 %                      | 100 %                       |

Динамика изменения национального состава по данным переписей населения СССР и РФ.
| Год переписи | 1970 год            | 1979 год              | 1989 год              | 2002 год              | 2010 год              |
| ------------ | ------------------- | --------------------- | --------------------- | --------------------- | --------------------- |
| аварцы       | 2794 чел. (35,32 %) | ↗ 4204 чел. (40,41 %) | ↗ 5251 чел. (42,88 %) | ↘ 4683 чел. (47,90 %) | ↘ 4629 чел. (46,13 %) |
| русские      | 1599 чел. (20,22 %) | ↗ 1813 чел. (17,43 %) | ↘ 1557 чел. (12,71 %) | ↘ 531 чел. (5,43 %)   | ↘ 417 чел. (4,16 %)   |
| даргинцы     | 1030 чел. (13,02 %) | ↗ 1522 чел. (14,63 %) | ↗ 1996 чел. (16,30 %) | ↘ 1812 чел. (18,53 %) | ↗ 2117 чел. (21,10 %) |
| кумыки       | 864 чел. (10,92 %)  | ↘ 769 чел. (7,39 %)   | ↘ 747 чел. (6,10 %)   | ↘ 371 чел. (3,80 %)   | ↗ 479 чел. (4,77 %)   |
| лезгины      | 562 чел. (7,11 %)   | ↗ 743 чел. (7,14 %)   | ↗ 963 чел. (7,87 %)   | ↗ 1046 чел. (10,70 %) | ↘ 1039 чел. (10,35 %) |
| лакцы        | 459 чел. (5,80 %)   | ↗ 664 чел. (6,38 %)   | ↗ 838 чел. (6,84 %)   | ↗ 877 чел. (8,97 %)   | ↗ 923 чел. (9,20 %)   |
| другие       | 602 чел. (7,61 %)   | 688 чел. (6,62 %)     | 894 чел. (7,30 %)     | 457 чел. (4,67 %)     | 431 чел. (4,29 %)     |
| всего        | 7910 чел. (100 %)   | ↗ 10 403 чел. (100 %) | ↗ 12 246 чел. (100 %) | ↘ 9777 чел. (100 %)   | ↗ 10 035 чел. (100 %) |

## Местное самоуправление
Председатель местного самоуправления
- с 2022 года — Гадучаев Магомед Русланович

Глава городской администрации
- с 2023 года — Мамадов Сеидахмед Сефербекович

## Экономика
- нефтегазодобыча
- электромеханический завод
- хлебозавод